# Forat incisiu
A la boca humana, el forat incisiu, també conegut com a forat palatí anterior o forat nasopalatí, és una obertura en forma d'embut a l'os del paladar dur, situada just al darrere de les dents incisives, per on passen vasos sanguinis i nervis. El forat incisiu és contigu amb el canal incisiu. Aquest forat o grup de forats es troba darrere de les dents incisives centrals, a la fossa incisiva del maxil·lar superior.
El forat incisiu rep els nervis nasopalatins del sòl de la cavitat nasal, així com l'artèria esfenopalatina, que alimenta la membrana mucosa que revesteix el paladar dur.

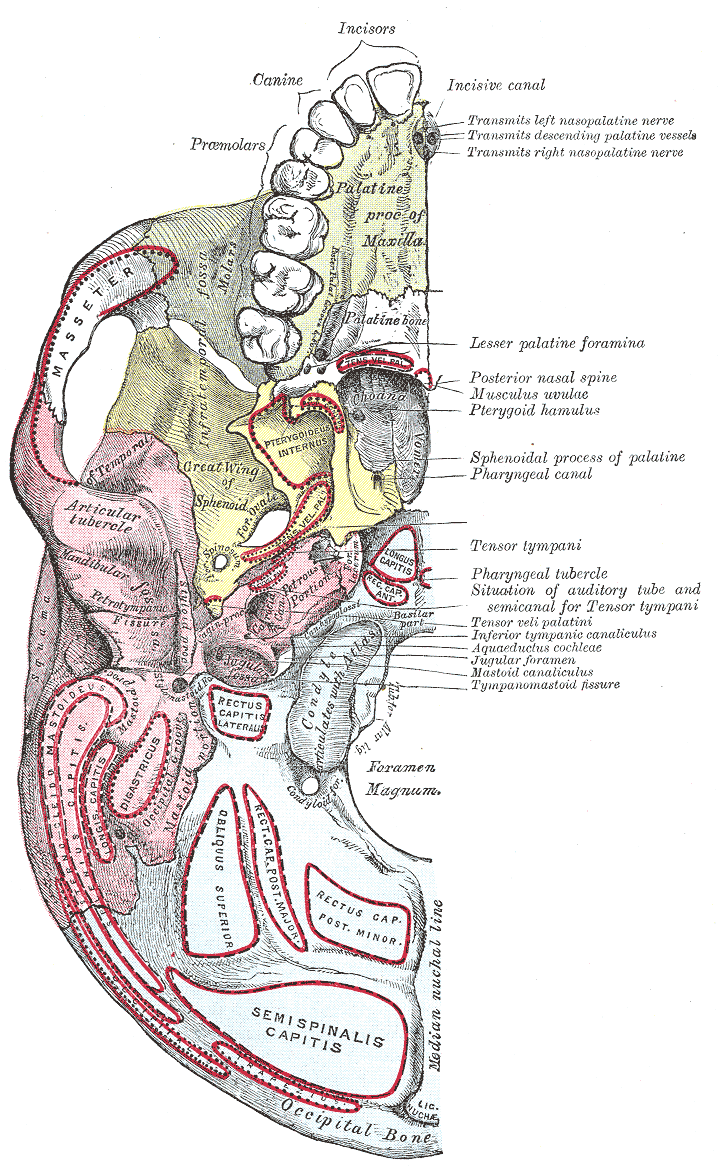
Superfície interior de la base del crani
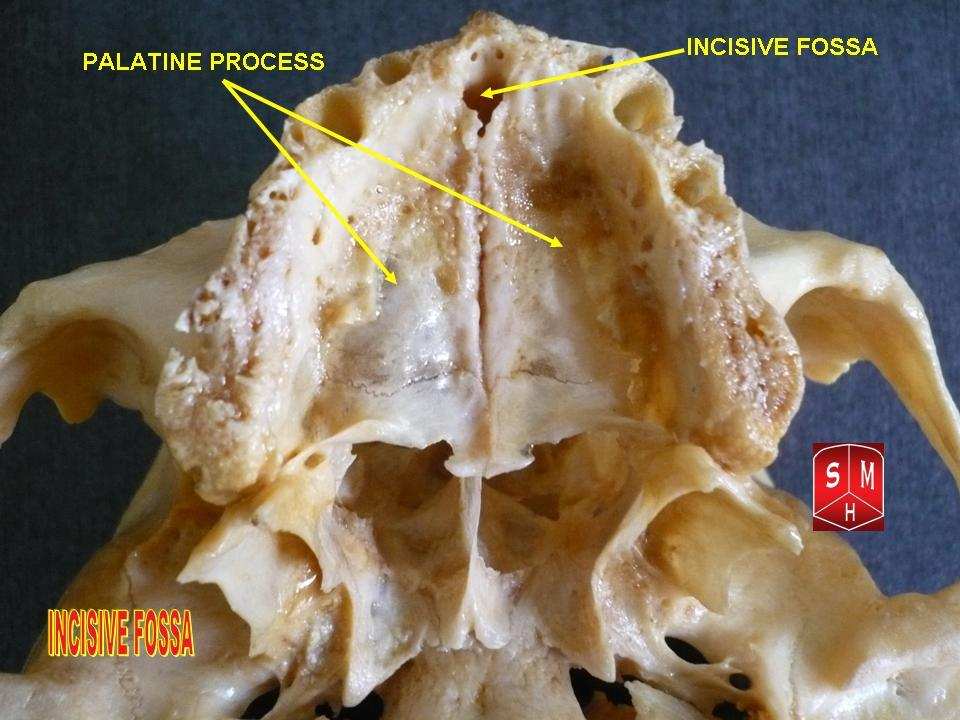
Fossa incisiva